# Fibrado circular
Em matemática, um fibrado circular (orientado) é um fibrado onde a "fibra" é o círculo {\displaystyle \scriptstyle \mathbf {S} ^{1}}, ou, mais precisamente, um fibrado principal U(1). É homotopicamente equivalente ao fibrado de linhas complexo. Em física, fibrados circulares são a disposição geométrica natural para o eletromagnetismo Um fibrado circular é um caso especial do fibrado esférico.